# اوله اینار بیورندالن
اوله اینار بیورندالن ورزشکار مرد رشتهٔ بیاتلون اهل کشور نروژ است. وی در بین سال‌های ‎۱۹۹۸ تا ۲۰۱۰ میلادی در مسابقات بازی‌های المپیک زمستانی در مجموع ۱۱ مدال، شامل ۶ مدال طلا و ۴ نقره و ۱ برنز را کسب کرد.